# Isaías Villa Michel
Isaías Roque Villa Michel fue un militar mexicano que participó en la Guerra Cristera. 

## Guerra Cristera
Hijo de Juan Roque Villa Montenegro (bisnieto por línea paterna del político y hacendado Guadalupe Villa y nieto por línea materna del coronel Miguel Montenegro Villalvazo) y de Mariana Michel López, hermana de Isidro Michel López y nieta de Pedro Michel Corona. Villa Michel perteneció al lado de su hermano Matías a las fuerzas de Manuel Michel.
Siempre fue considerado uno de los hombres cristeros más valientes, ya que luego de la Batalla de Cocula fue severamente reprimido por el general Jesús Degollado Guízar por la forma que calificó como "tonta", en la que exponía su vida cuando alentaba a sus hombres. Durante el Asalto de Manzanillo, perteneció a las fuerzas de Lucas Cuevas con el grado de capitán segundo y resguardó junto con J. Concepción Polanco Sánchez un puente de madera que existía en San Pedrito. 
En una entrevista realizada por Genaro Hernández Corona a Concepción Polanco el 14 de julio de 1992 lo describe como un hombre güero de ojos zarcos, muy valiente, oriundo de Jalisco, de la región rumbo a Talpa. Fueron las fuerzas de Villa, las que por orden de Concepción Sánchez y al mando de unos 20 cristeros atacaron al cañonero Progreso de la Armada de México, hasta hacerlo huir, en donde falleció José Villalpando Rascón.  
Fue capturado por las fuerzas federales en 1929. Estuvo preso un tiempo en Guadalajara, sin embargo las gestiones mostradas por Manuel Michel con Andrés Figueroa Figueroa lograron su libertad y amnistía del gobierno en el poblado de San Gabriel, Jalisco, con la representación federal del brigadier Ervey González y el capitán José U. Figueroa.

## Segunda Cristiada
El 23 de julio de 1936 asaltó junto a su hermano Matías Villa Michel la hacienda de El Jardín, dentro del municipio de San Gabriel, lo que lo llevó a ser uno de los más activos durante la segunda cristiada en la región del Sur del estado de Jalisco. Debido a los constantes persecuciones sufridas por el Ejército Federal decide amnistiarse ante el jefe de la zona militar general, que en ese entonces era Genovevo Rivas Guillén, así como con los coroneles Marcelino García Barragán y Juan de la Torre Villalvazo. 
La amnistía se llevó a cabo en un punto llamado La Taza de San Pedro, cercano a Tolimán, donde su hermano Matías se encargó de llevar a cabo los acuerdos. Firmados estos, sus fuerzas se presentaron en Tuxcacuesco y San Gabriel.

## Desenlace

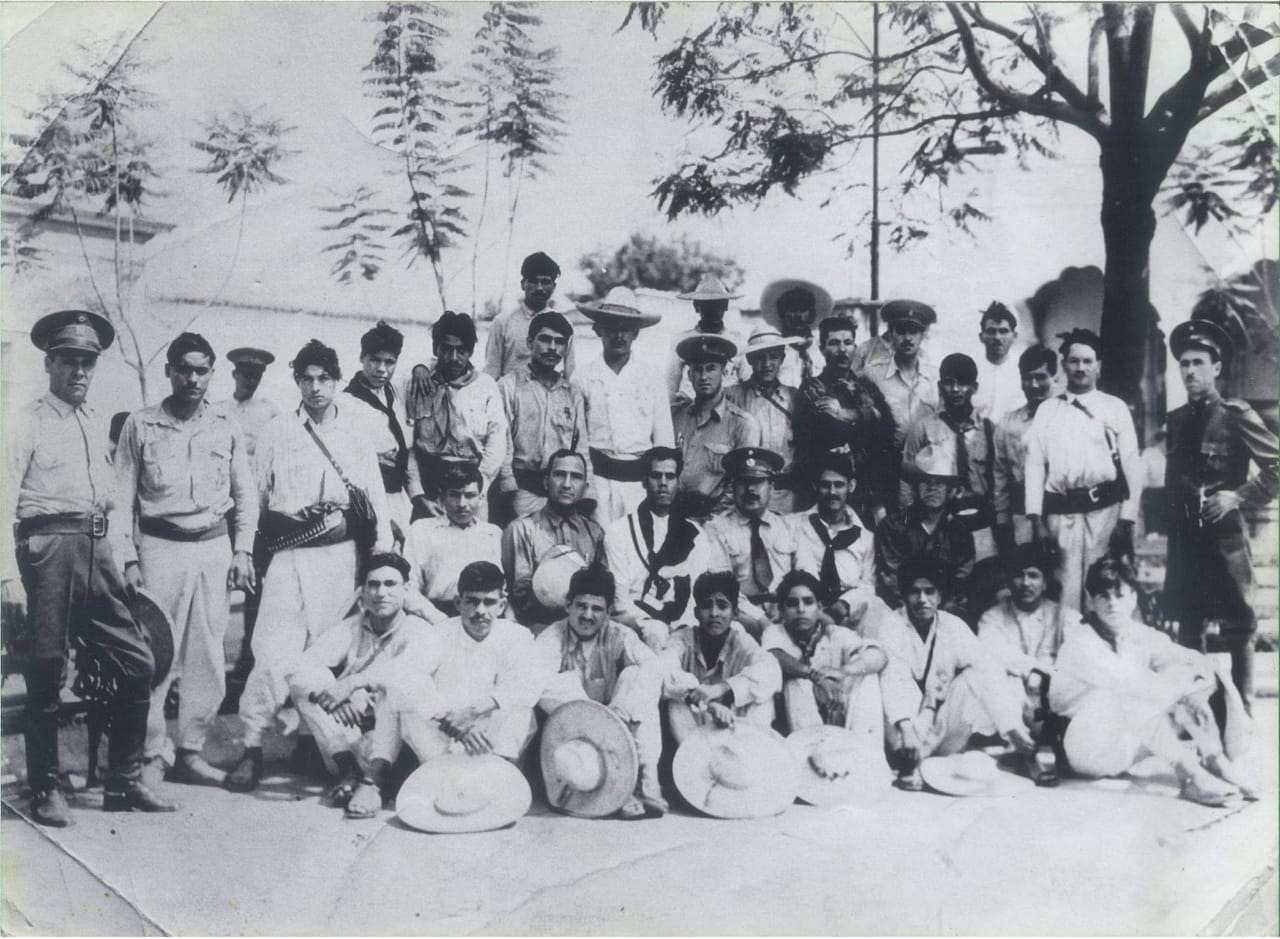
Rendición y amnistía de las fuerzas de los hermanos Villa Michel. En la foto sentados de izquierda a derecha: Marcelino García Barragán; Isaías Villa Michel; Genovevo Rivas Guillén; Matías Villa Michel; y Juan de la Torre Villalvazo.

Con la amnistía obtenida por los hermanos Villa Michel, sólo quedaron operando los jefes Bernabé Reyes y Jesús González, que fueron muertos poco después. Ese mismo año, en represalia por la amnistía obtenida por Matías e Isaías, Bernabé Reyes embosca y asesina a su hermano Jehová Villa Michel en Tonila, por lo que Isaías se une al Ejército Mexicano temporalmente en busca de encontrar a Bernabé y vengar la muerte de su hermano. 
Con la muerte de Reyes, dejó el ejército y se retira a vivir en Sayula, al lado de su hermano Matías, con quién se hace de un comercio. Murió por una enfermedad degenerativa paralizante causada durante sus andanzas rebeldes y por las heridas de bala que había sufrido durante sus años de lucha. Vivió sus últimos años en completa inmobilidad física, falleciendo en Guadalajara, donde radicaba con su familia.

## Familia
|  |                                                     |  |  |  |  |  |  |  |  |  |  |  |  |  |  |  |
|  | 16. José Guadalupe Villa Guzmán                     |  |  |  |  |  |  |  |  |  |  |  |  |  |  |  |
|  |                                                     |  |  |  |  |  |  |  |  |  |  |  |  |  |  |  |
|  |                                                     |  |  |  |  |  |  |  |  |  |  |  |  |  |  |  |
|  | 8. Juan Nepomuceno Tuxtirio Villa Escobedo          |  |  |  |  |  |  |  |  |  |  |  |  |  |  |  |
|  |                                                     |  |  |  |  |  |  |  |  |  |  |  |  |  |  |  |
|  |                                                     |  |  |  |  |  |  |  |  |  |  |  |  |  |  |  |
|  | 17. María Guadalupe Escobedo y García               |  |  |  |  |  |  |  |  |  |  |  |  |  |  |  |
|  |                                                     |  |  |  |  |  |  |  |  |  |  |  |  |  |  |  |
|  |                                                     |  |  |  |  |  |  |  |  |  |  |  |  |  |  |  |
|  | 4. Librado Roque Villa Michel                       |  |  |  |  |  |  |  |  |  |  |  |  |  |  |  |
|  |                                                     |  |  |  |  |  |  |  |  |  |  |  |  |  |  |  |
|  |                                                     |  |  |  |  |  |  |  |  |  |  |  |  |  |  |  |
|  | 18. José Andrés Michel Corona                       |  |  |  |  |  |  |  |  |  |  |  |  |  |  |  |
|  |                                                     |  |  |  |  |  |  |  |  |  |  |  |  |  |  |  |
|  |                                                     |  |  |  |  |  |  |  |  |  |  |  |  |  |  |  |
|  | 9. Mariana Michel Corona                            |  |  |  |  |  |  |  |  |  |  |  |  |  |  |  |
|  |                                                     |  |  |  |  |  |  |  |  |  |  |  |  |  |  |  |
|  |                                                     |  |  |  |  |  |  |  |  |  |  |  |  |  |  |  |
|  | 19. María Josefa Teodora Corona Pérez de Alencastro |  |  |  |  |  |  |  |  |  |  |  |  |  |  |  |
|  |                                                     |  |  |  |  |  |  |  |  |  |  |  |  |  |  |  |
|  |                                                     |  |  |  |  |  |  |  |  |  |  |  |  |  |  |  |
|  | 2. José Juan Roque Villa Montenegro                 |  |  |  |  |  |  |  |  |  |  |  |  |  |  |  |
|  |                                                     |  |  |  |  |  |  |  |  |  |  |  |  |  |  |  |
|  |                                                     |  |  |  |  |  |  |  |  |  |  |  |  |  |  |  |
|  | 20. Diego Liberato Montenegro Arias                 |  |  |  |  |  |  |  |  |  |  |  |  |  |  |  |
|  |                                                     |  |  |  |  |  |  |  |  |  |  |  |  |  |  |  |
|  |                                                     |  |  |  |  |  |  |  |  |  |  |  |  |  |  |  |
|  | 10. Miguel Montenegro Villalvazo                    |  |  |  |  |  |  |  |  |  |  |  |  |  |  |  |
|  |                                                     |  |  |  |  |  |  |  |  |  |  |  |  |  |  |  |
|  |                                                     |  |  |  |  |  |  |  |  |  |  |  |  |  |  |  |
|  | 21. Francisca Eugenia Villalvazo                    |  |  |  |  |  |  |  |  |  |  |  |  |  |  |  |
|  |                                                     |  |  |  |  |  |  |  |  |  |  |  |  |  |  |  |
|  |                                                     |  |  |  |  |  |  |  |  |  |  |  |  |  |  |  |
|  | 5. Francisca Montenegro Michel                      |  |  |  |  |  |  |  |  |  |  |  |  |  |  |  |
|  |                                                     |  |  |  |  |  |  |  |  |  |  |  |  |  |  |  |
|  |                                                     |  |  |  |  |  |  |  |  |  |  |  |  |  |  |  |
|  | 22. José Andrés Michel Corona                       |  |  |  |  |  |  |  |  |  |  |  |  |  |  |  |
|  |                                                     |  |  |  |  |  |  |  |  |  |  |  |  |  |  |  |
|  |                                                     |  |  |  |  |  |  |  |  |  |  |  |  |  |  |  |
|  | 11. Filomena Michel Corona                          |  |  |  |  |  |  |  |  |  |  |  |  |  |  |  |
|  |                                                     |  |  |  |  |  |  |  |  |  |  |  |  |  |  |  |
|  |                                                     |  |  |  |  |  |  |  |  |  |  |  |  |  |  |  |
|  | 23. María Josefa Teodora Corona Pérez de Alencastro |  |  |  |  |  |  |  |  |  |  |  |  |  |  |  |
|  |                                                     |  |  |  |  |  |  |  |  |  |  |  |  |  |  |  |
|  |                                                     |  |  |  |  |  |  |  |  |  |  |  |  |  |  |  |
|  | 1. Isaías Villa Michel                              |  |  |  |  |  |  |  |  |  |  |  |  |  |  |  |
|  |                                                     |  |  |  |  |  |  |  |  |  |  |  |  |  |  |  |
|  |                                                     |  |  |  |  |  |  |  |  |  |  |  |  |  |  |  |
|  | 24. Joseph María Michel Vázquez                     |  |  |  |  |  |  |  |  |  |  |  |  |  |  |  |
|  |                                                     |  |  |  |  |  |  |  |  |  |  |  |  |  |  |  |
|  |                                                     |  |  |  |  |  |  |  |  |  |  |  |  |  |  |  |
|  | 12. Pedro Regalado Michel Corona                    |  |  |  |  |  |  |  |  |  |  |  |  |  |  |  |
|  |                                                     |  |  |  |  |  |  |  |  |  |  |  |  |  |  |  |
|  |                                                     |  |  |  |  |  |  |  |  |  |  |  |  |  |  |  |
|  | 25. Anna María Josefa González-Corona y Covarrubias |  |  |  |  |  |  |  |  |  |  |  |  |  |  |  |
|  |                                                     |  |  |  |  |  |  |  |  |  |  |  |  |  |  |  |
|  |                                                     |  |  |  |  |  |  |  |  |  |  |  |  |  |  |  |
|  | 6. Ramón Mariano Michel Corona                      |  |  |  |  |  |  |  |  |  |  |  |  |  |  |  |
|  |                                                     |  |  |  |  |  |  |  |  |  |  |  |  |  |  |  |
|  |                                                     |  |  |  |  |  |  |  |  |  |  |  |  |  |  |  |
|  | 26. Félix Francisco Corona González                 |  |  |  |  |  |  |  |  |  |  |  |  |  |  |  |
|  |                                                     |  |  |  |  |  |  |  |  |  |  |  |  |  |  |  |
|  |                                                     |  |  |  |  |  |  |  |  |  |  |  |  |  |  |  |
|  | 13. Ana María Josefa Ramona Corona Vázquez          |  |  |  |  |  |  |  |  |  |  |  |  |  |  |  |
|  |                                                     |  |  |  |  |  |  |  |  |  |  |  |  |  |  |  |
|  |                                                     |  |  |  |  |  |  |  |  |  |  |  |  |  |  |  |
|  | 27. María Dolores Vázquez Michel                    |  |  |  |  |  |  |  |  |  |  |  |  |  |  |  |
|  |                                                     |  |  |  |  |  |  |  |  |  |  |  |  |  |  |  |
|  |                                                     |  |  |  |  |  |  |  |  |  |  |  |  |  |  |  |
|  | 3. Mariana de Jesús Michel López                    |  |  |  |  |  |  |  |  |  |  |  |  |  |  |  |
|  |                                                     |  |  |  |  |  |  |  |  |  |  |  |  |  |  |  |
|  |                                                     |  |  |  |  |  |  |  |  |  |  |  |  |  |  |  |
|  | 14. José López                                      |  |  |  |  |  |  |  |  |  |  |  |  |  |  |  |
|  |                                                     |  |  |  |  |  |  |  |  |  |  |  |  |  |  |  |
|  |                                                     |  |  |  |  |  |  |  |  |  |  |  |  |  |  |  |
|  | 7. Leandra López Gutiérrez                          |  |  |  |  |  |  |  |  |  |  |  |  |  |  |  |
|  |                                                     |  |  |  |  |  |  |  |  |  |  |  |  |  |  |  |
|  |                                                     |  |  |  |  |  |  |  |  |  |  |  |  |  |  |  |
|  | 15. Prudencia Gutiérrez                             |  |  |  |  |  |  |  |  |  |  |  |  |  |  |  |
|  |                                                     |  |  |  |  |  |  |  |  |  |  |  |  |  |  |  |
|  |                                                     |  |  |  |  |  |  |  |  |  |  |  |  |  |  |  |